# Aspidiphorus maheswar
Aspidiphorus maheswar is een keversoort uit de familie slijmzwamkevers (Sphindidae). De wetenschappelijke naam van de soort werd in 2003 gepubliceerd door Pal & Sen Gupta.